# National Underwater and Marine Agency
Die National Underwater and Marine Agency (NUMA) ist eine privat finanzierte Non-Profit-Organisation in den USA mit dem Ziel, sich für die Erhaltung des maritimen Erbes durch die Entdeckung, archäologische Erforschung und Konservierung von Schiffswracks einzusetzen.

## Geschichte

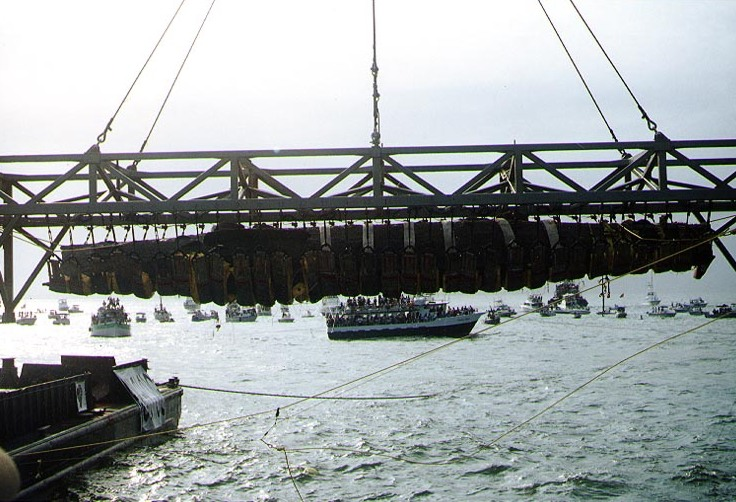
Bergung des Wracks der von der NUMA georteten H. L. Hunley

Die NUMA war zunächst nur eine fiktive Organisation in den Büchern des Autors Clive Cussler, der 1979 in Texas allerdings tatsächlich eine Organisation dieses Namens gründete.
Seit der Gründung wurden über 80 Expeditionen durchgeführt, bei denen U-Boote sowie Dampfschiffe und Kriegsschiffe gefunden und untersucht wurden. Zu den gehobenen Schiffen zählt u. a. das U-Boot H. L. Hunley aus dem amerikanischen Bürgerkrieg, welches 1995 von der NUMA geortet und 2000 geborgen wurde.
Im Unterschied zur tatsächlichen existierenden NUMA handelt es sich bei NUMA in den Büchern von Clive Cussler um eine Regierungsorganisation mit über 5000 Mitarbeitern, die als das Pendant zur NASA für Meere dargestellt wird.